# Salia compta
Salia compta là một loài bướm đêm trong họ Noctuidae.